# Palol
Palol es una entidad de población española del municipio de Figueras, perteneciente a la provincia de Gerona, en la comunidad autónoma de Cataluña.

## Historia
Hacia mediados del siglo XIX, el lugar pertenecía al municipio de Vilatenim. Aparece descrito en el duodécimo volumen del Diccionario geográfico-estadístico-histórico de España y sus posesiones de Ultramar de Pascual Madoz con las siguientes palabras:

PALOL: ald. en la prov. y dióc. de Gerona, part. jud. de Figueras, aud. terr. y c. g. de Barcelona, ayunt. de Vilatenim, de cuyo l. depende en lo civil y administrativo, y en lo eclesiástico del de Vilasacra. Tiene 7 casasde labranza reunidas, cuyo térm., por su proximidad á los r. Muga y Manol, está expuesto en parte á las frecuentes inundaciones que causan estos. El terreno es llano, todo en cultivo, y prod. cereales. pobl. y riqueza: unida á Vilatenim.
(Madoz, 1849, p. 623)

En la actualidad, pertenece al municipio de Figueras. En 2023, la entidad singular de población tenía empadronados catorce habitantes.